# Édison Chará
Édison Hipólito Chará Lucumí (* 2. Oktober 1980 in Padilla, Departamento del Cauca; † 19. Oktober 2011 in Cali) war ein kolumbianischer Fußballspieler.

## Karriere
Édison Chará begann seine Profikarriere 2001 bei Deportivo Pereira und wechselte im selben Jahr zu Deportivo Cali. Er konnte sich im Team nicht durchsetzen und wurde mehrfach verliehen. Im Jahr 2005 verließ er Cali und wechselte zu Once Caldas. Ein Jahr später schloss er sich dem peruanischen Verein CS Cienciano an und spielte im Anschluss für weitere Vereine in Peru. Im Jahr 2008 kehrte er zu Once Caldas und im Jahr 2010 zu Deportivo Pereira zurück. Im März 2011 wechselte er in die zweite Liga Chinas zu Dalian Aerbin. Im Juli 2011 wurde er vom Klub entlassen. Rund zwei Monate später starb er im Krankenhaus in Cali, nachdem er mit Freunden in der Gemeinde Puerto Tejada gepokert hatte und von einer Gruppe von Drogendealern niedergeschossen wurde.